# 黃叔琳
黃叔琳（1672年—1756年），字崑圃，直隸順天府大興縣人，清朝政治人物、學者。

## 生平
康熙三十年（1691年）年僅二十歲的黃叔琳登辛未科進士。清初，南方文風鼎盛，殿試第一甲多為南方人，本次考官張玉書、陳廷敬、李光地、王士禛等人，又初評全椒縣吳昺第一，金山縣戴有祺第二，海寧縣楊中訥第三。康熙帝以為一甲長期沒有北方人，特地升黃叔琳為第三名（探花），以楊中訥為二甲第一名。授翰林院編修，升侍講，康熙四十四年（1705年）丁父憂去職。服闋後起為侍讀，歷任山東學政、鴻臚寺少卿、通政使司參議、奉天府府丞兼學政、左僉都御史、太常寺卿、內閣學士，康熙六十一年（1722年）升刑部右侍郎，雍正元年（1723年）改吏部左侍郎，偕同兩淮巡鹽御史謝賜履前往湖廣，與湖廣總督楊宗仁評議鹽價，革除陋規。雍正二年（1724年）任浙江巡撫，興修水利。同年陳世侃家人和肉鋪商人賀懋芳發生口角，陳世倌指使黃叔琳在公堂之上直接杖斃賀懋芳，導致杭州民憤，遭論劾受賄罷職，赴海塘效力。
乾隆元年（1736年）起為山東按察使，乾隆二年（1737年）升山東布政使，乾隆四年（1739年）丁母憂去職。乾隆七年（1742年）服闋後起為詹事府詹事，同年被論劾在山東任內多有失職，遭奪官。乾隆十六年（1751年）登進士已六十年，重赴恩榮宴，加侍郎銜。乾隆二十一年（1756年）卒。

## 著作
黃叔琳博聞強識，藏書豐富，深諳經史。與方苞友善。著有《砚北易钞》十二卷、《诗统说》三十二卷、《周礼节训》六卷、《夏小正传注》一卷、《史通训故补注》二十卷、《文心雕龙辑注》十卷，另有《宋元周易解提要》、《易解别录》、《宋元春秋解提要》、《颜氏家训节钞》、《砚北杂录》、《砚北丛录》、《砚北易钞》、《砚北杂录》、《养素堂诗文集》等。

## 軼事
据清朝李氏《求己堂集》记载，黃叔璥的父亲黃華蕃（号芳洲），康熙年间在曲阳县当教谕，与夫人一起都喜欢行善积德。他在任当官时，曾捐钱出刊刻印《金刚经》、《太上感应篇》、《阴骘文广义》各经文数十部。他的夫人也随喜捐钱印赠《玉歷寶鈔》一千本，广为布施印送。并且时常买鱼、鸟放生，其数成千上万。夫妇俩生有五个儿子：黃叔琳是康熙辛未年探花，黃叔璥是康熙己丑科进士，黃叔琪是康熙乙酉科举人，黃叔琬是康熙己丑科进士，黃叔瑄是康熙癸巳科秀才，都获得了很高的学历和功名。

## 家族
- 弟黃叔璥，首任臺灣御史。
- 長子黃登賢，乾隆元年（1736年）丙辰科進士，官至山東學政。其女黃氏，嫁乾隆三十六年辛卯恩科三甲進士、大興包愫（弟乾隆五十二年丁未科進士包愷，父乾隆七年壬戌科進士包士瑞）；包愫繼妻李氏（父正藍旗漢軍、江南河道總督李宏，兄兩江總督李奉翰）。
- 次子黃登穀，乾隆二年（1737年）丁巳恩科進士，平陽府知府。

## 延伸阅读
[在维基数据编辑]
 《清史稿·卷290》，出自趙爾巽《清史稿》
 在维基共享资源阅览影像

## 外部連結
- 黃叔琳 （页面存档备份，存于） 中研院史語所
- 黃叔琳 （页面存档备份，存于） 北京市東城區圖書館